# Meakotî, Izeaslav
Meakotî (în ucraineană М'якоти) este localitatea de reședință a comunei Meakotî din raionul Izeaslav, regiunea Hmelnîțkîi, Ucraina.

## Demografie
Componența lingvistică a localității Meakotî
     Ucraineană (99,36%)
     Alte limbi (0,64%)
Conform recensământului din 2001, majoritatea populației localității Meakotî era vorbitoare de ucraineană (99,36%), existând în minoritate și vorbitori de alte limbi.